# Saumarez Reefs
Saumarez Reefs är ett rev i Australien. Det ligger i Korallhavsöarna, öster om Queensland. Revet har två cays, små öar på toppen av revet: North East Cay och South West Cay. På North East Cay finns en fyr.